# 車公廟駅 (深圳市)
座標: 北緯22度32分20秒 東経114度01分15秒 / 北緯22.539度 東経114.02084度
車公廟駅（しゃこうびょうえき）は、中華人民共和国深圳市福田区に位置する深圳地下鉄1号線（羅宝線）、7号線（西麗線）、9号線（梅林線）、11号線（機場線）の駅である。

## 駅構造
深南大道と香蜜湖路の直下に位置し、地下1階がコンコース、地下2階が1号線と11号線のホーム、地下3階が7号線と9号線のホームとなっている。
7号線と9号線は対面乗り換えが可能である。

### のりば
| 階層    | のりば | 路線              | 行先         | 備考                        |
| ------- | ------ | ----------------- | ------------ | --------------------------- |
| 地下2階 | 1      | ■1号線（羅宝線）  | 機場東方面   |                             |
| 地下2階 | 2      | ■1号線（羅宝線）  | 羅湖方面     |                             |
| 地下2階 | 3      | ■11号線（機場線） | 碧頭方面     | 碧頭寄り2両はビジネスシート |
| 地下2階 | 4      | ■11号線（機場線） | 福田方面     | 碧頭寄り2両はビジネスシート |
| 地下3階 | 5      | ■7号線（西麗線）  | 西麗湖方面   |                             |
| 地下3階 | 7      | ■9号線（梅林線）  | 紅樹湾南方面 |                             |
| 地下3階 | 6      | ■7号線（西麗線）  | 太安方面     |                             |
| 地下3階 | 8      | ■9号線（梅林線）  | 文錦方面     |                             |

## 駅周辺
工場が林立している。
- 天安数碼城
- 財富広場
- 招商銀行大厦

## 歴史
- 2004年12月28日 - 1号線（羅宝線）の駅が開業。
- 2016年6月28日 - 11号線（機場線）の駅が開業。
- 2016年10月28日 - 7号線（西麗線）、9号線（梅林線）の駅が開業。

## 隣の駅
深圳地下鉄
■羅宝線（1号線）
竹子林駅 - 車公廟駅 - 香蜜湖駅
■西麗線（7号線）
農林駅 - 車公廟駅 - 上沙駅
■梅林線（9号線）
下沙駅 - 車公廟駅 - 香梅駅
■機場線（11号線）
紅樹湾南駅 - 車公廟駅 - 福田駅